# Ga Baebang
Ga Baebang là ga đường sắt trên Tàu điện ngầm Seoul tuyến 1 và Tuyến Janghang ở Asan, Hàn Quốc.

## Bố trí ga
| ↑ Tangjeong     |
| →３ \| ２→ \| → |
| Onyangoncheon ↓ |

| ２ | ● Tuyến 1 | → Hướng đi Onyangoncheon · Sinchang →    |
| ３ | ● Tuyến 1 | ← Hướng đi Asan · Cheonan · Suwon · Guro |